# ザ・クロス (バンド)
ザ・クロス（英: The Cross）は、クイーンのドラマー、ロジャー・テイラーによるソロプロジェクト。1987年から1993年の間に活動し、3枚のアルバムを発表した。

## 概要
1986年の「マジック・ツアー」の終了後に活動を休止したクイーンだが、直後からテイラーはアルバム制作に向けて作曲・レコーディングに入っていた。同時進行でバンドメンバーを募集しているが、クイーンのツアーにおいてもサポートキーボーディスト/ギタリストを務めたスパイク・エドニーの起用を除き、他のメンバーに関しては公募の形を取った。オリジナルメンバーのギタリストのクレイトン・モス (Clayton Moss) 、ベーシストのピーター・ヌーン (Peter Noone) 、ドラムスのジョシュ・マクレーはまだ確定メンバーではなかった。テイラーはドラムスではなくフロントマンとしてリズムギターとリード・ヴォーカリストを務めることになった。
クイーンではドラムスを担当していたテイラーだが、ザ・クロスではフロントマンとしてリズムギターとリード・ヴォーカリストを務めている。デビューアルバムでは、クラシックロックをダンス・ミュージックと融合させ、続く2作でもダンスミュージックを意識した作りを見せた。作品はイギリスで数回チャートインし、ドイツでは一定度の成果を挙げた一方で、商業的に成功を収めることはなかったが、クイーンの熱心なファンの間では名が知られる存在であり続けている。

### 第1アルバム『夢の大陸横断』
最初のアルバム『夢の大陸横断』"Shove It" はヴァージン・レコードから1987年に発売されたが、全曲がテイラーの手によるものだった。うち2曲にはクイーンのメンバーが関与している。まず『ヘヴン・フォー・エヴリワン』ではフレディ・マーキュリーがヴォーカルとして参加している（アルバムのアメリカ版ではバックヴォーカル、ヨーロッパ版ではリードヴォーカル）。この曲はクイーンのアルバム『カインド・オブ・マジック』（1986年）の収録中に書かれたもので、後にマーキュリーがリードヴォーカルを務めたバージョンがアルバム『メイド・イン・ヘヴン』（1995年）に収録されたほか、シングルカットされて各国で大ヒットした。また "Love Lies Bleeding (She Was A Wicked, Wily Waitress)" にはブライアン・メイがギターで参加した。ヨーロッパ版のCDには、カセット・LPには未収録の追加トラックとして "The 2nd Shelf Mix"（"Shove It" のリミックス）が収録されており、アメリカ版には "Feel The Force" が追加トラックとして収められている。大部分はテイラー本人のソロ企画でもあり（テイラーはバンド組織前にも数曲を書いていた）、このアルバムとシングルカットされた3枚はイギリスでチャートインし、いくつか好意的な批評も得た。
バンドは特にドイツで熱心に宣伝活動を行い、1988年のローズ・ドール（モントルー・ゴールデン・ローズ・フェスティバル）に参加するなど、数多くのテレビ出演を重ねた。バンドはアルバムを引っ提げてイギリス・ドイツでツアーを行ったが、テイラーはクイーンのアルバム『ザ・ミラクル』（1989年）制作のため小休止を取り、この期間ツアーは行われなかった。
このアルバムからは、『カウボーイズ・アンド・インディアンズ』"Cowboys and Indians"、『ヘヴン・フォー・エヴリワン』、"Shove It"（日本語題『夢の大陸横断』）の3曲がシングルカットされた。1988年には別のシングル "Manipulator" も発売されているが、この曲はどのアルバムにも収録されていない。この曲は、テイラーとエドニー、スティーヴ・ストレンジ (Steve Strange) の共作になっており、発売時点でテイラー以外の人物がクレジットされる唯一の曲でもあった。

### 第2アルバム『マッド・バッド・ロックンローラー』

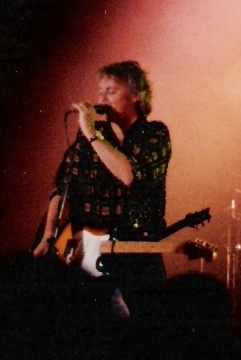
ザ・クロスとして演奏するテイラー（1990年）

クイーンによる1989年のアルバム『ザ・ミラクル』完成後、テイラーはザ・クロスの他メンバーと共にスタジオに戻り、第2アルバム『マッド・バッド・ロックンローラー』"Mad, Bad and Dangerous to Know"の収録に取り掛かった。第1曲目の『トップ・オブ・ザ・ワールド・マ』"Top Of The World Ma" はバンド全員で創り上げられた曲だが、その他はマクレー・ヌーン・モスが共作した『パワー・トゥ・ラヴ』"Power To Love" を除き、メンバーが個々書き上げる方式がとられた。クレイトン・モスは自身が書いた『ベター・シングス』"Better Things" でリードヴォーカルを務め、スパイク・エドニーはテイラーが書いた『ファイナル・デスティネーション』"Final Destination" でマンドリンを演奏した。『ファイナル・デスティネーション』、『ライアー』"Liar"、『パワー・トゥ・ラヴ』"Power To Love" はシングルとしても発売され、中でも『パワー・トゥ・ラヴ』は、バンドがイギリスで出した最後のシングルとなった。『ファイナル・デスティネーション』のB面には、テイラーの曲『マン・オン・ファイア』"Man On Fire" のライヴ演奏が収められ、ヌーンによる『ライアー』には、テイラーと共筆した新曲『イン・チャージ・オブ・マイ・ハート』"In Charge Of My Heart" が収められた。『ライアー』の12インチシングルとCDには、『ライアー』と『イン・チャージ・オブ・マイ・ハート』のエクステンデッド・リミックスも収録された。また『イン・チャージ・オブ・マイ・ハート』冒頭のインストゥルメンタル部分は、ツアーのオープニングにも使われた。エドニーによる『クローサー・トゥ・ユー』"Closer To You" はアメリカでの発売も考えられていたが、その話が再度俎上に上がることはなかった。この頃グループはイギリス市場での展開を諦めた様子で、アルバムを引っ提げたツアーはドイツ、オーストリア、スイス、イビサでのみ行われた。このようなツアーにしては珍しく、アルバム収録の全曲がライヴで演奏された。

### 第3アルバム『ブルー・ロック』
テイラーの活動の主軸がクイーンの方へ移ったことで、第3アルバム『ブルー・ロック』（1991年）では、他のメンバーが制作の主導権を握れるようになった。このアルバムでは多くをエドニーが書き、自身のみで3曲、共筆で4曲を完成させた。第1曲目は今回もバンド全員で書き下ろしたもので、この曲『バッド・アティテュード』"Bad Attitude" は、1990年のクリスマスに行われたファンクラブパーティで途中まで書かれたものだった。このアルバムはEMIに発売を拒否され、売り上げがそこそこ堅調だったドイツで、EMIの支局にあたるEMIエレクトローラが発売した（但しプロモ盤はイタリアと日本で発売された）。発売日は1991年9月9日であった。テイラーによる『ニュー・ダーク・エイジズ』"New Dark Ages" は、『マン・オン・ファイア』の新しいライヴ演奏版と合わせてドイツで発売されたほか、『ライフ・チェンジズ』"Life Changes" はB面に『ハートランド』"Heartland" を付けて発売された。しかしながら、これは1991年11月のフレディ・マーキュリーの死ですぐ中止された。ツアーはマグナムをサポートに迎えて行われたが、45分という短さで、ごく少数のブートレグが残されているだけである。またツアーは1ヶ月で20公演を行うという忙しいものだった。
1992年12月22日に行われたライヴでは、テイラーがかつて所属していたクイーンの前身バンド・スマイルが再結成した。メイはスマイルでの2曲に加えて数曲を演奏した。

### バンド活動の破綻
バンドは1993年に最後のショーを行った後解散した。テイラーはクイーンとしての活動を続けつつ、ソロアルバムも出している。ドラマーのマクレーはテイラーのソロ・ツアーに帯同したほか、1992年に行われたフレディ・マーキュリー追悼コンサートではパーカッションを演奏した。テイラーとエドニーはクイーン+ポール・ロジャースのツアーに参加したほか、マクレーは舞台裏でサウンド・エンジニアやPro Toolsのエンジニアとして働いた。1990年代後半には、エドニーが「SASバンド」(SAS Band; "Spike's All Stars") と銘打ったバンドを結成している。

### 2013年のリユニオン・コンサート
2013年7月23日、スパイク・エドニーは自身のFacebookページで、ザ・クロスが同年12月7日に一夜限りのリユニオンを果たし、ギルフォードのG Liveでコンサートを行うと発表した。ザ・クロスがコンサートを行うのは実に21年ぶりのことであった。この時のセットリストは以下の通りだった。
1. In Charge of My Heart
2. Top of the World Ma
3. New Dark Ages
4. Man On Fire
5. Ain't Put Nothin Down
6. Liar
7. Dirty Mind
8. Cowboys and Indians
9. Power To Love
10. Heaven For Everyone
11. Sister Blue
12. Final Destination

また、2014年にはクイーンの公式YouTubeアカウントにて、バンドのプロモーションビデオが公開された。

## メンバー
- ロジャー・テイラー - リードヴォーカル、リズムギター
- スパイク・エドニー - キーボード、マンドリン、バックヴォーカル
- クレイトン・モス (Clayton Moss) - リードギター、バックヴォーカル、（リードヴォーカル - 『ベター・シングス』"Better Things" と『ハートランド』 "Heartland" にて）
- ピーター・ヌーン (Peter Noone) - ベースギター、バックヴォーカル、（リードヴォーカル - 『ハートランド』 "Heartland" にて）
- ジョシュ・マクレー（英語版） - ドラムス、パーカッション、バックヴォーカル

## ツアー

### 1988年：Shove It
イングランド
- 1988年2月19日 - リーズ、リーズ大学

スコットランド
- 1988年2月20日 - グラスゴー、グラスゴー大学

イングランド
- 1988年2月21日 - レスター、レスター・ポリテクニック（英語版）
- 1988年2月23日 - シェフィールド、シェフィールド・ポリテクニック（英語版）
- 1988年2月24日 - ノッティンガム、ロック・シティ（英語版）
- 1988年2月26日 - マンチェスター、マンチェスター大学
- 1988年2月27日 - ブラッドフォード、ブラッドフォード大学
- 1988年2月28日 - ニューカッスル、ザ・メイフェア (The Mayfair)
- 1988年3月1日 - サウサンプトン、ザ・メイフェア・スート (The Mayfair Suite)

ウェールズ
- 1988年3月2日 - カーディフ、カーディフ大学

イングランド
- 1988年3月4日 - ノリッジ、イースト・アングリア大学
- 1988年3月5日 - バーミンガム、ザ・ハミングバード（英語版） (The Hummingbird)
- 1988年3月6日 - リーズ、リーズ大学
- 1988年3月7日 - ブリストル、ブリストル・スタジオ (Bristol Studio)
- 1988年3月9日 - ギルフォード、ギルフォード・シヴィック (Guildford Civic)
- 1988年3月10日 - ロンドン、ザ・タウン&カントリー・クラブ（英語版） (The Town & Country Club)

ドイツ
- 1988年4月11日 - ブレーメン、モダーンス（ドイツ語版） (Modernes)
- 1988年4月12日 - ハンブルク、マルクトハレ・ハンブルク（ドイツ語版）
- 1988年4月13日 - ベルリン、メトロポル（ドイツ語版） (Metropol)
- 1988年4月14日 - ミュンヘン、テアーターファブリーク（ドイツ語版）
- 1988年4月16日 - エアランゲン、E-Werk
- 1988年4月17日 - フランクフルト、旧オペラ座（ムジーク・ハレ・フランクフルト / Music-Hall Frankfurt）
- 1988年4月18日 - ハノーファー、カピトル（ドイツ語版）
- 1988年4月19日 - エスリンゲン、Club Music & Action
- 1988年4月20日 - マンハイム、カピトル（英語版）
- 1988年4月21日 - デュッセルドルフ、トーア3（英語版） (Tor 3)
- 1988年4月23日 - ドルトムント、ヴェストファーレンハレII（英語版） (Westfallenhalle II)
- 1988年4月24日 - ボン、ビスクヴィートハレ（英語版） (Biskuithalle)

### 1990年：Mad, Bad & Dangerous To Know
- 1990年4月1日：スイス、ジュネーヴ - フェスティヴァル・フォー・ライフ (Festival For Life)
- 1990年5月21日：ドイツ、ハノーファー - カピトル (Capitol)
- 1990年5月22日：ドイツ、ボン - ビスクヴィートハーレン (Biskuithallen)
- 1990年5月23日：ドイツ、ドルトムント - ブリックプンクトシュトゥーディオス (Blickpunktstudios)
- 1990年5月24日：ドイツ、ゲッティンゲン - アウトポスト (Outpost)
- 1990年5月26日：ドイツ、ハンブルク - ドックス（英語版）
- 1990年5月27日：ドイツ、キール - マックス・ミュージック・ホール (Max Music Hall)
- 1990年5月28日：ドイツ、ベルリン - メトロポル (Metropol)
- 1990年5月29日：オランダ、アムステルダム - デ・メルクヴェク (De Melkweg)
- 1990年5月30日：ドイツ、ノイ＝イーゼンブルク - フゲノッテンハレ (Hugennottenhalle)
- 1990年6月1日・2日：スペイン、イビサ - クー・クラブ (Ku Club)
- 1990年6月3日：ドイツ、ザンクト・ヴェンデル - ボーゼンバッハシュタディオン (Bosenbachstadion)
- 1990年6月4日：ドイツ、ニュルンベルク - ゼレナーデホッフ (Serenadenhof)
- 1990年6月5日：ドイツ、トゥトリンゲン（英語版） - アカンツ (Akantz)
- 1990年6月6日：ドイツ、マンハイム - アルテ・フォイヤーヴァッヒェ (Alte Feuerwache)
- 1990年6月7日：ドイツ、ビーレフェルト - PC69（ドイツ語版）
- 1990年6月8日：ドイツ、シュトゥットガルト - テアーターハウス・ヴァンゲン (Theaterhaus Wangen)
- 1990年6月15日：オーストリア、ウィーン - ドーナウインゼル (Donauinsel)

### 1991年：Blue Rock
- 1991年10月3日：フィンランド、ヘルシンキ - Tavastia Club
- 1991年10月5日：スウェーデン、Hultsfred - Hagadal
- 1991年10月7日：スウェーデン、ヨーテボリ - Konserthuset
- 1991年10月9日：ドイツ、ハノーファー - ミュージック・ホール (Music Hall)
- 1991年10月10日：ドイツ、ヘルフォルト - ロック・ヘヴン (Rock Heaven)
- 1991年10月11日：ドイツ、ハンブルク - ドックス (Docks)
- 1991年10月12日：ドイツ、ブレーメン - アストリア (Astoria)
- 1991年10月13日：ドイツ、ベルリン - テンポドローム (Tempodrom)
- 1991年10月14日：ドイツ、ホーフ - フライハイツハレ (Freiheitshalle)
- 1991年10月15日：ドイツ、ミュンヘン - サーカス・クローネ (Circus Krone)
- 1991年10月16日：ドイツ、メミンゲン - シュタットハレ (Stadthalle)
- 1991年10月18日：スイス、チューリヒ - フォルクスハウス（英語版）
- 1991年10月20日：ドイツ、アッペンヴァイアー（ドイツ語版） - シュヴァルツヴァルトハレ (Schwarzwaldhalle)
- 1991年10月21日：ドイツ、ヴェルトハイム - マインタウバーハレ (Maintauberhalle)
- 1991年10月22日：ドイツ、オッフェンバッハ - シュタットハレ (Stadthalle)
- 1991年10月23日：ドイツ、デュッセルドルフ - フィリップスハレ (Philipshalle)
- 1991年10月24日：ドイツ、エアランゲン - シュタットハレ (Stadthalle)
- 1991年10月25日：ドイツ、ディーテンハイム（ドイツ語版） - フェストハレ (Festhalle)
- 1991年10月26日：ドイツ、エルンテブリュック - スポートハレ・バーケルバッハ (Sporthalle Birkelbach)
- 1991年10月27日：ドイツ、ルートヴィヒスブルク - フォールム (Forum)

## ディスコグラフィ

### スタジオ・アルバム
| 年     | タイトル                                                        | イギリス | ドイツ |
| ------ | --------------------------------------------------------------- | -------- | ------ |
| 1988年 | 夢の大陸横断 Shove It                                           | 58       | -      |
| 1990年 | マッド・バッド・ロックンローラー Mad, Bad and Dangerous to Know | -        | 48     |
| 1991年 | ブルー・ロック Blue Rock                                        | -        | -      |

### シングル
| 年     | タイトル                                                   | イギリス | ドイツ | 収録アルバム                                                    |
| ------ | ---------------------------------------------------------- | -------- | ------ | --------------------------------------------------------------- |
| 1987年 | カウボーイズ・アンド・インディアンズ "Cowboys and Indians" | 74       | -      | 夢の大陸横断 Shove It                                           |
| 1988年 | 夢の大陸横断 "Shove It"                                    | 83       | -      | 夢の大陸横断 Shove It                                           |
| 1988年 | ヘヴン・フォー・エヴリワン "Heaven for Everyone"           | 84       | 68     | 夢の大陸横断 Shove It                                           |
| 1988年 | マニピュレーター "Manipulator"                             | -        | -      | アルバム未収録                                                  |
| 1990年 | パワー・トゥ・ラヴ "Power to Love"                         | 83       | -      | マッド・バッド・ロックンローラー Mad, Bad and Dangerous to Know |
| 1990年 | ライアー "Liar"                                            | -        | -      | マッド・バッド・ロックンローラー Mad, Bad and Dangerous to Know |
| 1990年 | ファイナル・デスティネーション "Final Destination"         | -        | -      | マッド・バッド・ロックンローラー Mad, Bad and Dangerous to Know |
| 1991年 | ニュー・ダーク・エイジズ "New Dark Ages"                   | -        | -      | ブルー・ロック Blue Rock                                        |
| 1991年 | ライフ・チェンジズ "Life Changes"                          |          |        | ブルー・ロック Blue Rock                                        |